# Henry Dodwell (1641-1711)
Pour les articles homonymes, voir Henry Dodwell.
Henry Dodwell (octobre 1641 à Dublin - 7 juin 1711), philologue et théologien irlandais.

## Biographie
Il se livra avec ardeur aux sciences ecclésiastiques, quoiqu'il fût laïc. Il se lia étroitement avec William Lloyd, évêque de St Asaph, et fut nommé en 1688 professeur d'histoire, à l'université d'Oxford; mais il se fit destituer pour avoir refusé le serment d'allégeance : il écrivit à cette occasion un pamphlet qu'il intitula Non-jurors (1701). 
On a de lui de savantes dissertations sur :
- Saint Cyprien,
- Saint Irénée,
- Sanchoniathon,

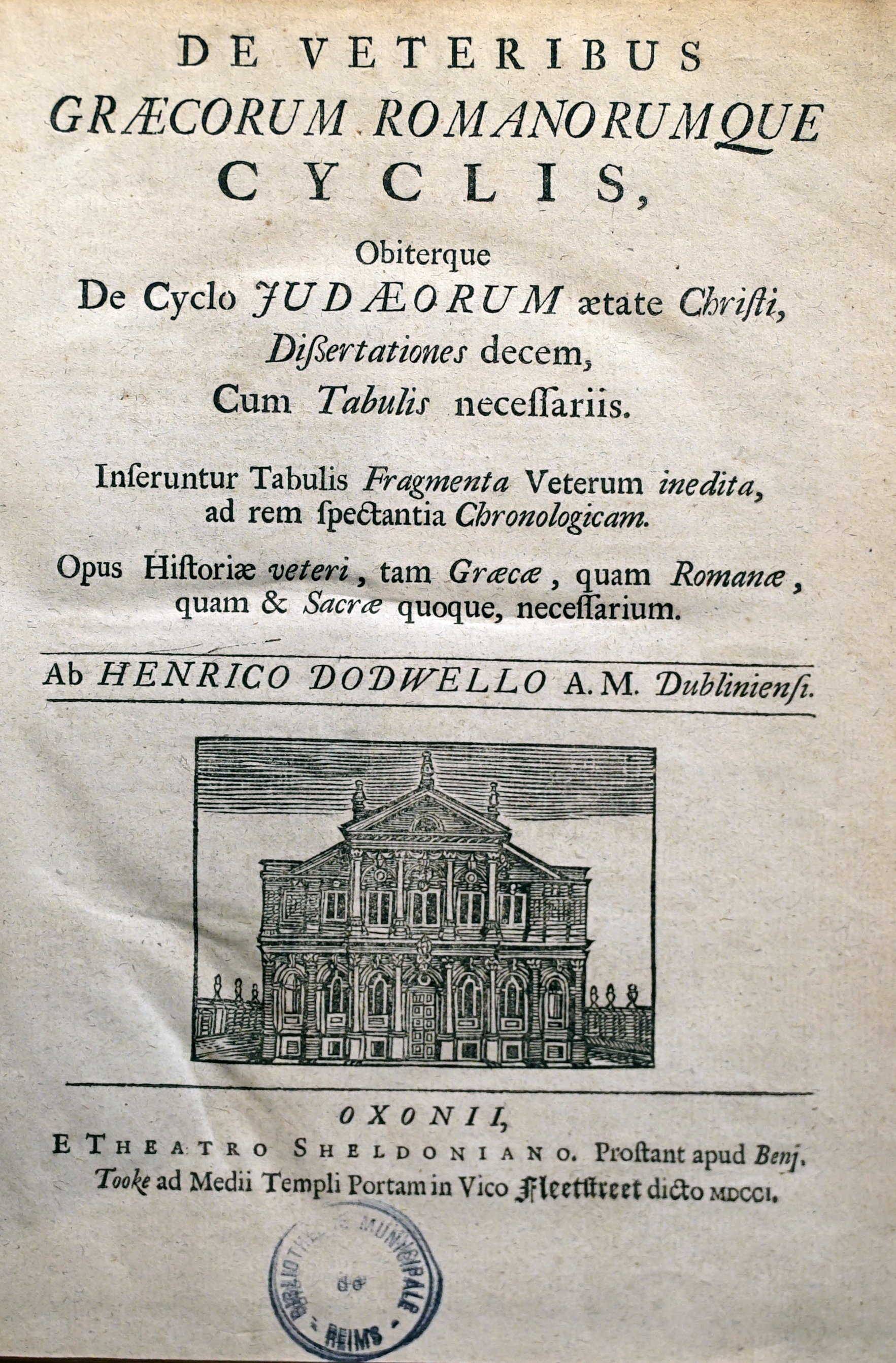
Son De veteribus Graecorum Romanorumque cyclis.
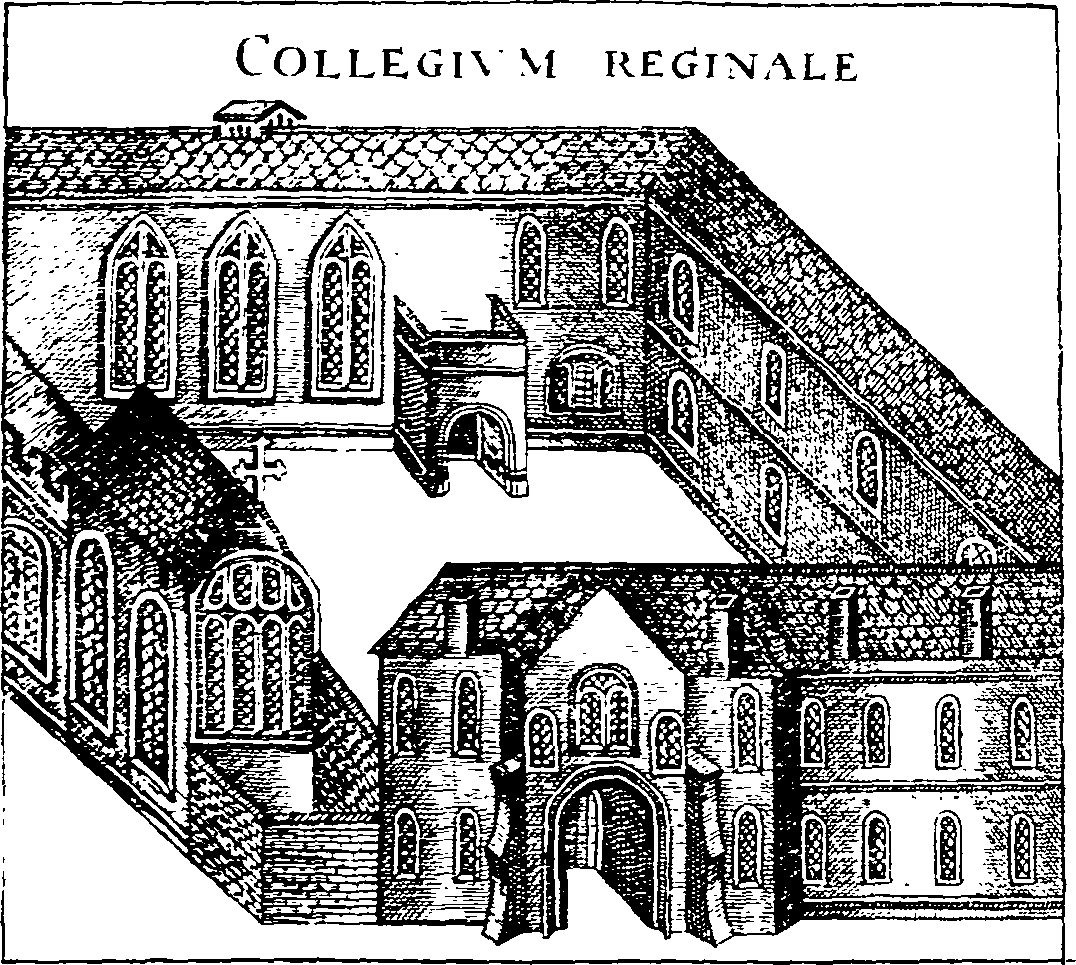
Le collegium reginal extrait du De Parma Equestri ... en 1713.

des notes sur des historiens comme Velleius Paterculus, Xénophon, Denys d'Halicarnasse :
- A Discourse concerning Sanchoniathon's Phoenician History (1681),
- Annales Thucydidei et Xenophontei (1702),
- Chronologia Graeco-Romana pro hypothesibus Dion. Halicarnassei (1692),
- Annales Velleiani, Quintilianei, Statiani (1698),

une belle édition :
- des Petits Géographes grecs, Oxford, 1698,

un traité estimé de chronologie : 
- De veteribus Graecorum Romanorumque cyclis, Oxford, 1703.

Il est surtout connu par des opinions singulières qui l'engagèrent dans de vives disputes avec Samuel Clarke, John Norris, Richard Baxter, Thomas Burnet : il soutenait, entre autres paradoxes, que l'âme est mortelle de sa nature et que l'immortalité ne lui est conférée que par un don de Dieu et, depuis les Apôtres, par le ministère des évêques ; que les quatre Évangiles avaient été rédigés du temps de Trajan, etc.
Son fils Henry Dodwell (mort en 1784) publia en 1742 le Christianisme non fondé en preuves, pamphlet anonyme, où il attaquait la révélation, tout en affectant du zèle pour le Christianisme, auquel une réponse sera publiée par son frère William Dodwell (1709-1785).